# Palaverde
El Palaverde es un pabellón polideportivo situado en Villorba en la provincia de Treviso, Italia. Con una capacidad de 5134 espectadores es el recinto donde disputan sus equipos como local el equipo de baloncesto del Benetton Treviso de la Serie A y del Sisley Volley Treviso de voleibol. 
El 16 y 17 de abril de 2011, será sede de la Final Four de la Eurocup 2010-11.